# Leland Fuller
Leland Fuller (Riverside, 16 febbraio 1899 – Hollywood, 9 ottobre 1962) è stato uno scenografo statunitense.
Ha preso parte a circa 50 film tra il 1943 ed il 1963. Per sei volte ha ricevuto la nomination ai Premi Oscar nella categoria migliore scenografia: nel 1945, nel 1952 (doppia), nel 1953, nel 1954 e nel 1955, tuttavia senza mai vincere.

## Filmografia parziale
- Vertigine (Laura), regia di Otto Preminger (1944)
- If I'm Lucky, regia di Lewis Seiler (1946)
- Bellezze rivali (Centennial Summer), regia di Otto Preminger (1946)
- Il ventaglio (The Fan), regia di Otto Preminger (1949)
- Divertiamoci stanotte (On the Riviera), regia di Walter Lang (1951)
- La quattordicesima ora (Fourteen Hours), regia di Henry Hathaway (1951)
- Viva Zapata!, regia di Elia Kazan (1952)
- Schiava e signora (The President's Lady), regia di Henry Levin (1953)
- Désirée, regia di Henry Koster (1954)
- Il treno del ritorno (The View from Pompey's Head), regia di Philip Dunne (1955)